# Байгулин, Дюсен
Дюсен Байгулин (каз. Дүйсен Байғулин; 1895 год — 1966 год) — скотник-пастух колхоза «Жоншилик» Каркаралинского района Карагандинской области, Казахская ССР. Герой Социалистического Труда (1948).

## Биография
До Октябрьской Революции работал батраком. С 1929 года трудился скотником-пастухом в колхозе «Жоншилик» Каркалинского района на молочной ферме, заведующим которой был Саркен Калпаков.
В 1947 году на пастбище площадью 1000 гектаров получил привес в среднем на каждую голову крупного рогатого скота по 58 килограмм живого веса, что стало одними из самых высоких показателей по Карагандинской области. За получение высокой продуктивности животноводства в 1947 году при выполнении колхозом обязательных поставок сельскохозяйственных продуктов и плана развития животноводства удостоен звания Героя Социалистического Труда указом Президиума Верховного Совета СССР от 23 июля 1948 года с вручением ордена Ленина и золотой медали «Серп и Молот».
Умер в 1966 году.
Награды
- Герой Социалистического Труда
- Орден Ленина